# Lista odcinków serialu The Carmichael Show
Poniżej znajduje się lista odcinków serialu telewizyjnego The Carmichael Show – emitowanego przez amerykańską stację telewizyjną  NBC od 26 sierpnia 2015 roku do 9 sierpnia 2017 roku Powstały trzy serie, które łącznie składają się z 32 odcinków. W Polsce serial nie był emitowany.
| Sezon | Sezon | Odcinki | Oryginalna emisja NBC | Oryginalna emisja NBC | Oryginalna emisja | Oryginalna emisja | Oryginalna emisja |
| Sezon | Sezon | Odcinki | Premiera sezonu       | Finał sezonu          | Premiera sezonu   | Finał sezonu      |                   |
| ----- | ----- | ------- | --------------------- | --------------------- | ----------------- | ----------------- | ----------------- |
|       | 1     | 6       | 26 sierpnia 2015      | 9 września 2015       | brak              | brak              |                   |
|       | 2     | 13      | 9 marca 2016          | 29 maja 2016          | brak              | brak              |                   |
|       | 3     | 13      | 31 maja 2017          | 9 sierpnia 2017       | brak              | brak              |                   |

## Sezon 1 (2015)
| Nr | # | Tytuł   | Reżyseria       | Scenariusz                                                      | Premiera         | Premiera |
| -- | - | ------- | --------------- | --------------------------------------------------------------- | ---------------- | -------- |
| 1  | 1 | Pilot   | Mark Cendrowski | Nicholas Stoller, Jerrod Carmichael, Ari Katcher, Willie Hunter | 26 sierpnia 2015 |          |
| 2  | 2 | Protest | Gerry Cohen     | Jerrod Carmichael, Ari Katcher                                  | 26 sierpnia 2015 |          |
| 3  | 3 | Kale    | Michael Zinberg | Mike Royce                                                      | 2 września 2015  |          |
| 4  | 4 | Gender  | Betsy Thomas    | Mike Scully                                                     | 2 września 2015  |          |
| 5  | 5 | Prayer  | Gerry Cohen     | Austen Earl                                                     | 9 września 2015  |          |
| 6  | 6 | Guns    | Gerry Cohen     | Aeysha Carr, Hunter Covington                                   | 9 września 2015  |          |

## Sezon 2 (2016)
| Nr | #  | Tytuł             | Reżyseria       | Scenariusz                          | Premiera NBC     | Premiera |
| -- | -- | ----------------- | --------------- | ----------------------------------- | ---------------- | -------- |
| 7  | 1  | Everybody Cheats  | Gerry Cohen     | Jerrod Carmichael, Ari Katcher      | 9 marca 2016     |          |
| 8  | 2  | Fallen Heroes     | Gerry Cohen     | Jerrod Carmichael, Mike Scully      | 13 marca 2016    |          |
| 7  | 3  | The Funeral       | Betsy Thomas    | Hunter Covington                    | 13 marca 2016    |          |
| 8  | 4  | Perfect Storm     | Gerry Cohen     | Jerrod Carmichael, Ari Katcher      | 20 marca 2016    |          |
| 9  | 5  | Gentrifying Bobby | Gerry Cohen     | Laura Gutin Peterson                | 27 marca 2016    |          |
| 12 | 6  | New Neighbors     | Michael Zinberg | Emily Gordon                        | 3 kwietnia 2016  |          |
| 13 | 7  | Ex Con            | Betsy Thomas    | Aeysha Carr                         | 10 kwietnia 2016 |          |
| 14 | 8  | The Blues         | Gerry Cohen     | Willie Hunter                       | 24 kwietnia 2016 |          |
| 15 | 9  | Facebook Friends  | Gerry Cohen     | Yassir Lester                       | 1 maja 2016      |          |
| 16 | 10 | Man's World       | Gerry Cohen     | Mike Scully                         | 8 maja 2016      |          |
| 17 | 11 | Maxine's Dad      | Gerry Cohen     | Spencer Sloan                       | 15 maja 2016     |          |
| 18 | 12 | Sex Scandals      | Gerry Cohen     | Jerrod Carmichael, Ari Katcher      | 22 maja 2016     |          |
| 19 | 13 | President Trump   | Michael Zinberg | Jerrod Carmichael, Nicholas Stoller | 29 maja 2016     |          |

## Sezon 3 (2017)
| Nr | #  | Tytuł                  | Reżyseria   | Scenariusz                     | Premiera        | Premiera |
| -- | -- | ---------------------- | ----------- | ------------------------------ | --------------- | -------- |
| 20 | 1  | Yes Means Yes          | Gerry Cohen | Kevin Barnett, Josh Rabinowitz | 31 maja 2017    |          |
| 21 | 2  | Support the Troops     | Gerry Cohen | Mike Scully                    | 31 maja 2017    |          |
| 22 | 3  | Grandma Francis        | Gerry Cohen | Jerrod Carmichael, Ari Katcher | 7 czerwca 2017  |          |
| 23 | 4  | Shoot-Up-Able          | Gerry Cohen | Robin Shorr                    | 14 czerwca 2017 |          |
| 24 | 5  | Cynthia's Birthday     | Gerry Cohen | Ari Katcher, Jerrod Carmichael | 21 czerwca 2017 |          |
| 25 | 6  | Shoot-Up-Able          | Gerry Cohen | Robin Shorr                    | 28 czerwca 2017 |          |
| 26 | 7  | Morris                 | Gerry Cohen | Andrew Lee                     | 5 lipca 2017    |          |
| 27 | 8  | Intervention           | Gerry Cohen | Willie Hunter                  | 12 lipca 2017   |          |
| 28 | 9  | Evelyn and Vernon      | Gerry Cohen | Ajay Sahgal                    | 19 lipca 2017   |          |
| 29 | 10 | Maxine's Sister        | Gerry Cohen | Jerrod Carmichael, Ari Katcher | 26 lipca 2017   |          |
| 30 | 11 | Low Expectations       | Gerry Cohen | Rob Ulin                       | 2 sierpnia 2017 |          |
| 31 | 12 | Three Year Anniversary | Gerry Cohen | Kevin Barnett, Josh Rabinowitz | 9 sierpnia 2017 |          |
| 32 | 13 | Gold Diggers           | Gerry Cohen | Kevin Barnett, Josh Rabinowitz | 9 sierpnia 2017 |          |